# Copa longespina
Copa longespina är en spindelart som beskrevs av Simon 1910. Copa longespina ingår i släktet Copa och familjen flinkspindlar.
Artens utbredningsområde är Guinea-Bissau. Inga underarter finns listade i Catalogue of Life.